# Elaphoglossum setaceum
Elaphoglossum setaceum är en träjonväxtart som beskrevs av David H. Lorence. Elaphoglossum setaceum ingår i släktet Elaphoglossum och familjen Dryopteridaceae. Inga underarter finns listade.